# ジョシュア・チェプテゲイ
ジョシュア・キプルイ・チェプテゲイ（英語：Joshua Kiprui Cheptegei、1996年9月12日 - ）は、ウガンダの陸上競技選手。男子5000m、男子10000mの世界記録を保持している。ロンドン世界陸上選手権男子10000mで銀メダル、ドーハ世界陸上選手権男子10000mで金メダル、2020年東京オリンピック男子5000mで金メダル、男子10000mで銀メダル、オレゴン世界陸上選手権男子10000mで金メダル、ブダペスト世界陸上選手権男子10000mで金メダルを獲得した。また2024年パリオリンピック男子10000mで金メダルを獲得した。

## 概要
2020年8月14日、ワンダダイヤモンドリーグモナコ男子5000mで、ケネニサ・ベケレの持つ世界記録（12分37秒35）を1秒99更新する12分35秒36の世界記録を樹立した。さらに同年10月4日、バレンシアワールドレコードデイ男子10000mで、ケネニサ・ベケレの持つ世界記録（26分17秒53）を6秒53更新する26分11秒00の世界記録を樹立した。世界記録は5000mでは16年ぶり、10000mは15年ぶりに更新した。
2021年に開催された2020年東京オリンピックで、5000mで12分58秒15で一位になり金メダルを獲得した。しかし、10000mではエチオピアのセレモン・バレガのラストスパートについていけず、27分43秒63で2位になり銀メダルを獲得した。
2022年に開催されたオレゴン世界陸上選手権で10000mに出場し27分27秒43で2連覇を果たした。
2023年に開催されたブダペスト世界陸上選手権では10000mに出場し27分51秒42で3連覇を果たした。
翌年の2024年パリオリンピックでは、エチオピア勢が稀に見る超ハイペースでレースを展開する中、後方で待機する。終盤にかけてポジションを上げていき、ラスト500m付近でスパートをかけて優勝した。この時のタイムは26分43秒14で、2008年北京オリンピックにてケネニサ・ベケレがマークした、27分01秒17のオリンピックレコードを大幅に更新する新記録だった。

## 自己ベスト
- 5000m 12分35秒36 2020年8月14日 モナコ
- 10000m 26分11秒00 2020年10月7日 バレンシア